# Mitsuhiro Yanagida

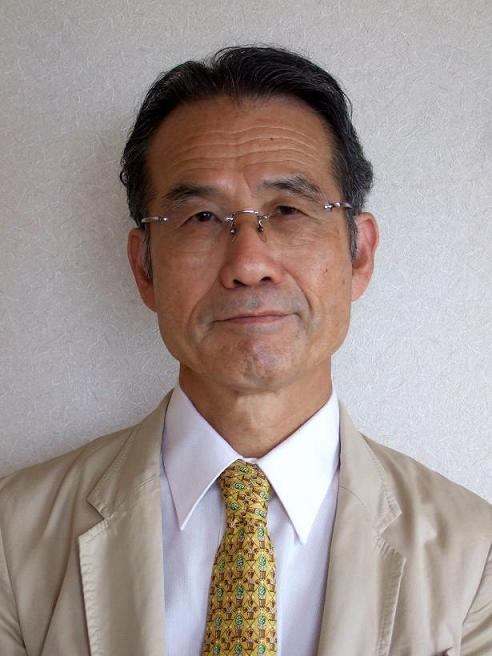
Mitsuhiro Yanagida

Mitsuhiro Yanagida (japanisch 柳田 充弘, Yanagida Mitsuhiro; geboren 4. April 1941 in Tōkyō) ist ein japanischer Molekularbiologe.

## Leben und Wirken
Mitsuhiro Yanagida machte 1964 seinen Studienabschluss an der Universität Tōkyō. Er war ab 1967 als Gastforscher an der Universität Genf. 1971 wurde er an der Naturwissenschaftlichen Fakultät der Universität Kyōto Assistenzprofessor, 1977 Professor. Bei seinem Ausscheiden wurde er als „Meiyo Kyōju“ geehrt. Von 1999 bis 2001 war er Präsident der „Japanischen Gesellschaft für Molekularbiologie“ (日本分子生物学会, Nihon bunshi-seibutsu gakkai). 2011 übernahm er eine Professur an dem „Okinawa Institute of Science and Technology“ (沖縄科学技術大学, Okinawa kagaku gijutsu daigaku).
2001 wurde Yanagida mit dem Asahi-Preis ausgezeichnet, 2003 erhielt er für seine Arbeit „Mechanissmus der Kontrolle der Zellperiode und die Anordnung der Chromosomen“ (細胞周期の制御と染色体分配の機構. Saibō shūki no seigyo to senshokutai-bumpai no kikō) den Ehrenpreis (恩賜賞, Onshi-shō) der Japanischen Akademie der Wissenschaften. Er ist seit 2012 Mitglied der National Academy of Sciences der Vereinigten Staaten. 
2004 wurde Yanagida als Person mit besonderen kulturellen Verdiensten geehrt und 2011 mit dem Kulturorden ausgezeichnet.